# Tony Baldry
Antony Brian Baldry, né le 10 juillet 1950, est un homme politique britannique du Parti conservateur. Il est député de Banbury de 1983 à 2015.

## Biographie
Né en 1950, Baldry fait ses études à Leighton Park School, une école Quaker, et à l'Université de Sussex. Au cours de ses années universitaires, Baldry s'implique activement dans la politique étudiante.
Franc-maçon il a tenu des discours au Parlement sur ce sujet,. En 1998 il s'est décrit lui-même comme "le seul membre survivant de la Grande Loge unie d'Angleterre au Parlement". Toutefois, il a reconnu plus tard qu'il connaissait  "environ une douzaine" de membres du Parlement qui étaient des Franc-maçons actifs.